# Ski joëring
Le ski attelé, ski joëring /ski jørɨŋ/ (terme issu du norvégien : skikjøring ou du suédois : skidkörning) ou ski équestre, est une discipline sportive alliant le ski et un attelage animal, équestre. Il se pratique avec un cheval ou un poney attelé qui tire le skieur. Il existe également une forme motorisée de cette activité. 
Les skis ne doivent pas dépasser 1,50 mètre pour ne pas gêner l'animal. La variante équestre se pratique sur neige damée, en carrière fermée ou plus rarement sur des pistes. Le ski joëring a été présenté en sport de démonstration aux Jeux olympiques de Saint-Moritz en 1928.

## Histoire

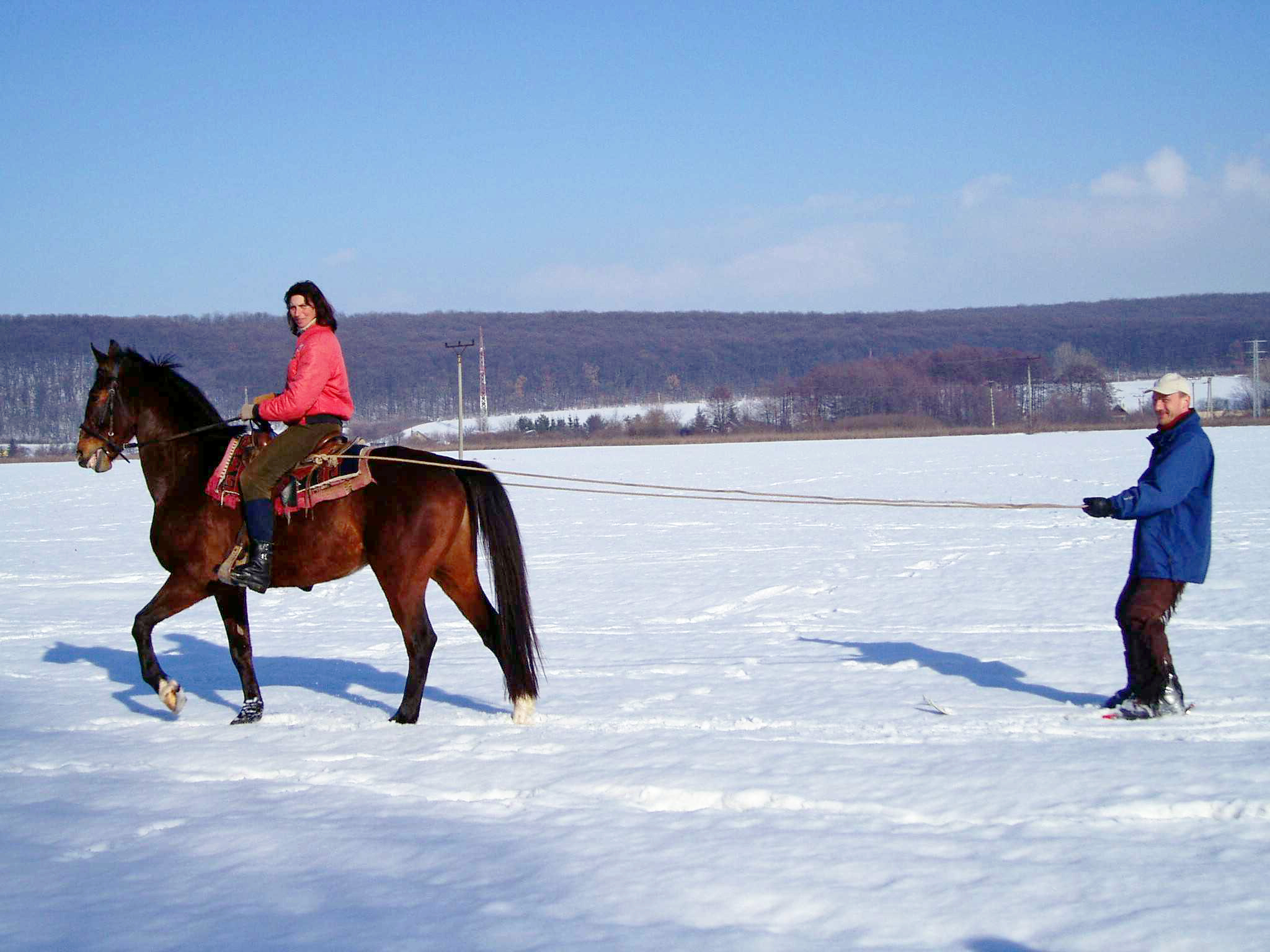
Ski joëring de loisir.

Les origines du ski joëring remontent à 2500 ans avant Jésus-Christ, date[Quoi ?] à laquelle on retrouve les premières traces en Scandinavie du Shörekjöring, ancêtre du skijoering, qui n’est à l’époque qu’un moyen de locomotion.
Au départ, cette activité était pratiquée par des paysans qui associaient une nécessité de travail, de déplacement ou de loisirs avec le cheval ou le chien et le ski.
Initialement moyen de transport, le ski joëring va évoluer vers le plaisir et la compétition. Les Suisses ont, entre autres, développé dès le début du XXe siècle cette discipline dans un but touristique et de compétition dont les plus fameuses demeurent les courses de Saint-Moritz.
À la fin du XIXe siècle, des disciplines équestres hivernales oubliées sont réapparues localement. En France, l’usage hivernal du cheval disparaît complètement après la Seconde Guerre mondiale pour réapparaître à la fin des années 1990.

## Ski joëring équestre

### Slalom géant
C'est un slalom composé de huit à douze piquets espacés de 10  à   12 mètres. Ils doivent être décalés d'un mètre au maximum par rapport à l'axe médian. La ligne de départ et celle d'arrivée sont matérialisées à cinq mètres minimum avant et après le slalom par des fanions rouges à droite et blancs à gauche.

### Slalom spécial
C'est un slalom composé de 12  à   15 piquets à rotule en ligne. Le sens de franchissement de la première porte est laissé au choix du concurrent. Ils sont espacés de quatre à six mètres à intervalle régulier. La ligne de départ et celle d'arrivée sont matérialisées par des fanions comme le slalom géant. 

### Vitesse
C'est une course sur un stade en forme d'anneau de 300 mètres minimum.

### Maniabilité
Il faut faire des figures imposées par le jury, passer dans un couloir, s'immobiliser...

### L'équipement
La combinaison du skieur est idéale en cas de chute. Il est obligé de porter un casque avec un port aux normes équitation ou ski. Il faut également avoir des skis courts (moins de 1,50 mètre). La distance séparant les spatules des skis et les postérieurs du cheval/poney doit être au minimum de quarante centimètres. Le cheval doit quant à lui être équipé d'un harnais, d'un brancard rigide fixé à la bricole ou à la sellette, permettant au skieur d'être tracté, ainsi que des longues rênes où se tient le skieur dirigeant le cheval. On peut également avoir un fouet qui ne doit pas dépasser les hanches du cheval.

### Le cheval
Tous les chevaux peuvent pratiquer le ski-joëring sans condition d'origine. Ils doivent cependant répondre parfaitement aux longues rênes.

## Ski joëring canin

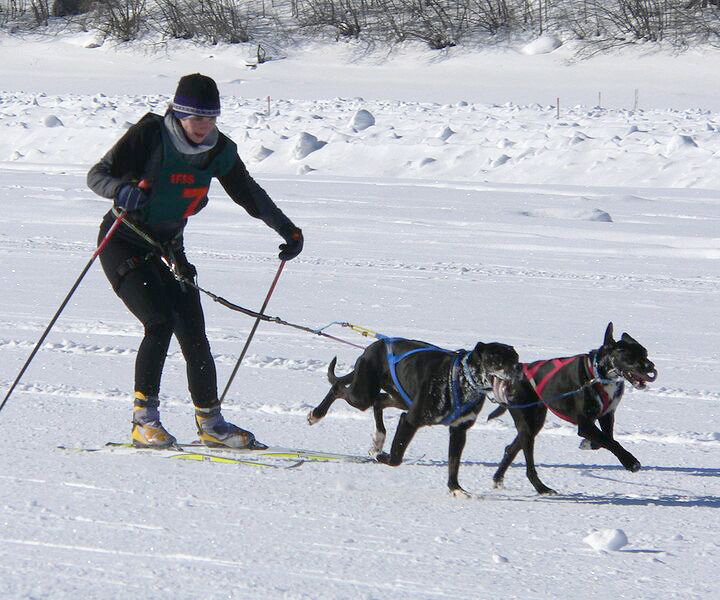
Course avec chiens.

Le ski joëring canin est une discipline dans lequel un ou plusieurs chiens, tractent un skieur de fond. De un à trois chiens sont couramment utilisés. Le skieur de fond fournit la puissance aux skis et bâtons, et le chien ajoute de la puissance supplémentaire en exécutant et en tirant. Le skieur porte un harnais et le chien porte un harnais de chien de traîneau. Les deux sont reliés par un lien. Il n'y a pas de rênes ou d'autre dispositif de signalisation pour contrôler le chien. Le chien doit être motivé par son propre désir de courir, et de répondre à la voix du propriétaire pour la direction.
De nombreuses races de chien participent au ski-joëring. La seule condition préalable est un désir de courir et de tirer, qui sont innés chez de nombreux chiens. Les petits chiens sont rarement vus, car ils ne peuvent aider le skieur aisément, mais si le skieur peut fournir autant de puissance qu'il est nécessaire, n'importe quel chien peut participer. Les chiens athlétiques tels que les Pointers, Setters et chiens de berger sont performants, tout comme les chiens d'attelage, tels que les huskys sibériens et Alaskan Husky, Malamutes, Samoyèdes, et les chiens des Inuits, mais n'importe quel chien énergique est capable de pratiquer ce sport : Golden retrievers, Schnauzer géant, les Labradors, et de nombreux croisements ont déjà été vus dans le harnais. Issu des races bien travaillées comme les Bull terriers américains, Staffordshire Bull Terrier, American bull dogs, et tout type de dogues.
Le sport est pratiqué à des fins récréatives, et compétitives, tant pour les randonnées longues distances que pour les courses de sprint.

### Compétitions
Des courses de ski joëring canin sont organisées dans de nombreux pays où il y a de la neige en hiver. La plupart des courses font entre 5  et   20 kilomètres de longueur. La Road Runner 100 est sans doute la plus longue course. Elle s'est tenue à Whitehorse dans le territoire du Yukon au Canada, avec une distance de 160 kilomètres.
Aux États-Unis et au Canada, les courses de ski joëring canin se déroulent souvent en conjonction avec les courses de chiens de traîneaux, le ski joëring canin étant considéré juste comme une catégorie de course. En Scandinavie, les courses de ski joëring canin sont étroitement associées à l'activité sportive de la pulka. Les courses ne sont pas limitées aux chiens de race pure du Nord comme le Husky Sibérien. Au contraire, les équipes les mieux classées dans le monde sont composées de Pointers Shorthair, Pointer / greyhounds croisés d'Alaskan Huskies, ou autres croisements entre ces races.
Aux États-Unis et au Canada, l'ISDRA (International Sled Dog Racing Association) gère l'organisation de nombreuses courses. En Europe l'ESDRA (European Sled Dog Racing Association) fournit des sanctions[Quoi ?], et l'IFSS (International Federation of Sleddog Sports) gère les courses de coupe du monde partout dans le monde, ainsi que le championnat du monde tous les deux ans. L'épreuve du championnat du monde IFSS est divisée en championnat masculin et féminin, et en catégorie un chien ou deux chiens.

#### Championnats du monde IFSS de ski joëring canin
- 2005 Dawson City, Yukon,  Canada
- 2007 Gafsele à Åsele,  Suède
- 2009 La pourvoirie Daaquam au Québec,  Canada
- 2011 Hamar et Holmenkollen,  Norvège

### Origines
Puisque les chiens en laisse ont naturellement tendance à tirer un skieur, ce sport ne peut se réclamer originaire d'aucun seul pays. Il a été inventé et continue d'être réinventé à travers le monde. En tant que sport de compétition, cependant, on pense que les premières courses ont eu lieu en Scandinavie comme une dérivation de l'ancienne activité sportive de la pulka.

## Ski joëring motorisé

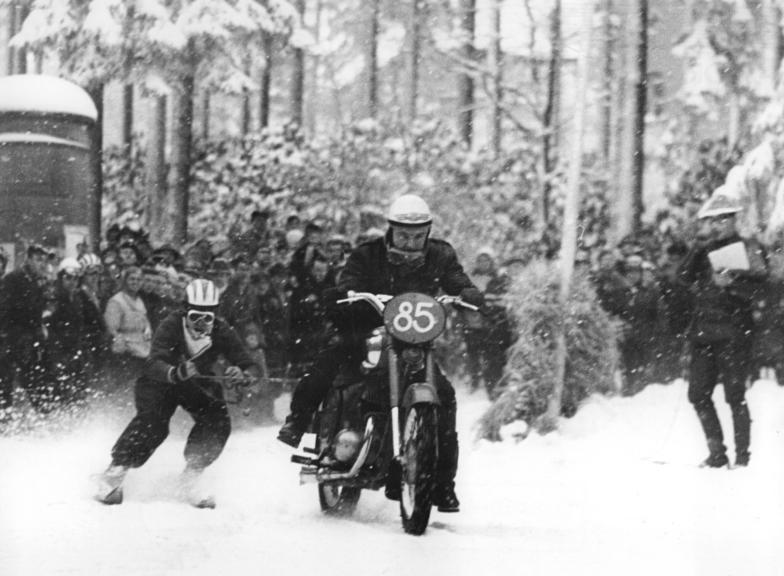
Ski joëring à moto, à Augustusburg en Allemagne (1963).

Le ski joëring peut également se pratiquer derrière une motoneige, une moto ou autre petit véhicule motorisé. Le véhicule tire un skieur d'une manière plus proche du style équestre, ce qui est plus adapté pour des vitesses élevées que ce qui est du style canin.
Une autre variante peut tracter les skieurs derrière un véhicule tout-terrain comme le Bandvagn 206. Dans ce cas, plusieurs skieurs ou soldats peuvent être remorqués sur la même corde.